# Puerto de Bari

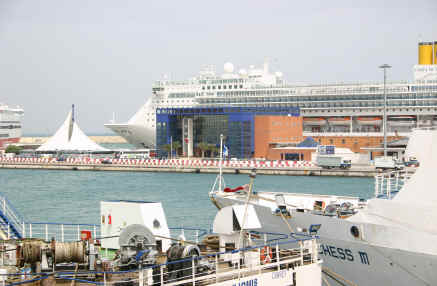

El Puerto de Bari (en italiano: Porto di Bari) es un puerto que da servicio a Bari, en el sureste de Italia. El puerto de Bari se considera tradicionalmente la puerta de entrada de Europa a la Península Balcánica y Oriente Medio, y es un puerto polivalente capaz de satisfacer todas las necesidades operativas. Entre los puertos más grandes del Adriático, en 2012 el puerto de Bari manejó alrededor de 2 millones de pasajeros, de los cuales alrededor de 650.000 eran pasajeros de cruceros. Las compañías de cruceros que operan en el puerto incluyen AIDA, Costa Crociere, MSC Crociere, Phoenix Reisen, Celebrity Cruises y Royal Caribbean International. Después de la caída del Imperio Occidental, los griegos tenían el control de Bari.

## Historia
El puerto histórico está ubicado al sur y también es predominantemente comercial. La parte norte está formada por el muelle de Sant'Antonio, la parte sur por el muelle de San Nicola. El fondo marino de esta zona portuaria tiene algo más de 2,5 metros de profundidad. El puerto dispone de 2 muelles para la pesca, de 350 y 180 m respectivamente con 180 puntos de amarre.
El nuevo puerto, principalmente comercial, está compuesto al este por un gran muelle exterior y al oeste por el muelle de San Cataldo. Dentro del recinto portuario existen cinco dársenas: Bacino Grande, Darsena di Ponente, Darsena di Levante, Darsena Vecchia y Darsena Interna. El puerto está abierto al NNW y está expuesto a los vientos del norte y norte. Los calados varían de 3 a 12 m y permiten el amarre de barcos tanto comerciales como de pasajeros de más de 300 metros de eslora. Dentro del nuevo puerto de Bari, están disponibles los servicios de asistencia técnica y suministro de combustible para embarcaciones de recreo.